# Vampeta
Marcos André Batista Santos, genannt Vampeta, (* 13. März 1974 in Nazaré, BA) ist ein ehemaliger brasilianischer Fußballspieler. Sein Spitzname, ist eine Verschmelzung der Worte „vampiro“ (portugiesisch für Vampir) und „capeta“ (Portugiesisch für Teufel). Vampeta gewann in seiner Karriere verschiedene nationale sowie internationale Meisterschaften.

## Karriere

### Verein
Vampeta erhielt seine fußballerische Ausbildung beim EC Vitória. Hier gelang ihm 1993 der Sprung in den Profikader. An der Seite von Dida, Roberto Cavalo und Alex Alves erreichte er in dem Jahr die Finalspiele um die Série A 1993. In den Partien gegen die SE Palmeiras musste man sich mit 0:1 und 0:2 geschlagen geben. Aufgrund seiner Leistungen nahm ihn im Jahr darauf der niederländische PSV Eindhoven unter Kontrakt. Er trat hier in die Fußstapfen von Romario und Ronaldo, welche in den Jahren zuvor für Eindhoven spielten. Er konnte sich bei dem Klub aber nicht durchsetzen und wurde 1995 an VVV-Venlo und von 95 bis 96 an den Fluminense FC ausgeliehen. Danach spielte regelmäßiger für seinen Stammklub und konnte in die Eredivisie 1996/97 gewinnen.
1997 kehrte Vampeta in seine Heimat zurück, wo er beim SC Corinthians aus São Paulo unterzeichnete. Mit dem Klub gewann er in den nächsten drei Jahren zahlreiche Titel, u. a. nicht nur die nationalen Meisterschaften 1998 und 1999, sondern auch die FIFA-Klub-Weltmeisterschaft 2000. Nach diesem Erfolg spielte Vampeta von 2000 bis 2001 für Inter Mailand, Paris Saint-Germain und den CR Flamengo. Auch in der Folgezeit war er selten länger wie eine Saison bei einem Klub angestellt.

### Nationalmannschaft
Am 23. September 1998 gab Vampeta sein Debüt für die brasilianische Fußballnationalmannschaft. Im Freundschaftsspiel gegen Jugoslawien im Estádio Governador João Castelo stand er in der Startelf. Bei der Copa América 1999 war Bestandteil des Kaders und trat beim Gewinn des Turniers in drei von sechs möglichen Spielen an. Direkt im Anschluss stand für ihn der FIFA-Konföderationen-Pokal 1999 an. In der Gruppenphase stand er im Spiel gegen die deutsche Fußballnationalmannschaft auf dem Platz, welche mit 4:0 geschlagen werden konnte. Bei den fünf Spielen Brasiliens stand er vier Mal auf dem Feld. Auch im Finale gegen Mexiko, in welchem man mit 0:4 unterlag.
Im Rahmen der Qualifikation zur Fußball-Weltmeisterschaft 2002 gelangen Vampeta seine einzigen zwei Tore in Nationaltrikot. In der Partie gegen Argentinien im Estádio do Morumbi am 26. Juli 2000 erzielte er die Treffer zum 2:0 sowie 3:1-Endstand. Sein nächstes Turnier wurde der FIFA-Konföderationen-Pokal 2001. Dieser verlief für Brasilien enttäuschend. Im Viertelfinale unterlag man Frankreich mit 0:2 und im Spiel um Platz drei Australien mit 0:1. Vampeta bestritt hier drei von fünf Spielen.
Im Mai 2001 wurde er von Nationaltrainer Émerson Leão in den Kader für die Weltmeisterschaft 2002 berufen. Trotz des zwischenzeitlichen Trainerwechsels, Luiz Felipe Scolari hatte im Juli das Amt übernommen, fuhr Vampeta mit zur Weltmeisterschaft. Bei dem Gewinn des Titels kam der Spieler nur im ersten Gruppenspiel zu einem Einsatz. In der Partie gegen die Türkei wurde er in der 72. Minute für Juninho Paulista eingewechselt. Das erste Spiel nach der Weltmeisterschaft, ein Freundschaftsspiel gegen Paraguay am 21. August 2002, wurde sein letztes Spiel für die Nationalmannschaft.
Bei dem traditionellen Treffen mit dem Präsident Brasiliens, bei dem die Ehrenmedaille für Verdienste verliehen wurde, lieferte Vampeta eine ikonische Szene, die völlig gegen das Protokoll verstieß: Ohne die CBF-Reiseuniform, im Corinthians-Trikot und etwas betrunken, feierte er, nachdem er die Präsidentenehre von Fernando Henrique Cardoso erhalten hatte, mit einer Reihe von Purzelbäumen. Vampeta erklärte, es sei eine Hommage an Nilson Locatelli, den Verrückten, einen Fan, der die Spieler mit Purzelbäumen begrüßte.
Ein weiterer Fall war das Foto vom Finale gegen Deutschland. Wie üblich, sollte sich nur die Startelf vor dem Spiel für das Bild versammeln. Er ermutigte die anderen Reservisten, sich dem Porträt anzuschließen, so dass auf dem offiziellen Bild alle 23 Spieler sind.
Länderspielbilanz (Spiele / Tore):
- Copa América: 3 / 0
- Freundschaftsspiele: 14 / 0
- Konföderationen-Pokal: 7 / 0
- Weltmeisterschaftsqualifikation: 14 / 2
- Weltmeisterschaft: 1 / 0
- Inoffizielle Spiele: 2 / 0

## Erfolge
Nationalmannschaft
- Copa América: 1999
- Fußball-Weltmeisterschaft: 2002

PSV Eindhoven
- Niederländischer Meister: 1996/97
- Johan Cruijff Schaal: 1996, 1997

Corinthians
- Campeonato Brasileiro de Futebol: 1998, 1999
- Staatsmeisterschaft von São Paulo: 1999, 2003
- FIFA-Klub-Weltmeisterschaft: 2000
- Copa do Brasil: 2002
- Torneio Rio-São Paulo: 2002

Vitoria
- Staatsmeisterschaft von Bahia: 2004

Goiás
- Staatsmeisterschaft von Goiás: 2006

Auszeichnungen
- Bola de Prata: 1998, 1999

## Trivia

### Trainer und Funktionär
Nach seiner aktiven Laufbahn versuchte Vampeta sich auch Trainer. Im Februar 2010 übernahm er die Leitung vom Nacional AC (SP). Er kam auf Empfehlung des SC Corinthians. Dieser war mit Nacional eine Partnerschaft eingegangen und hatte von Trainer Mano Menezes nicht eingesetzte Spieler sowie Nachwuchsspieler an Nacional ausgeliehen.
2011 trainierte er Grêmio Esportivo Osasco. Bei dem Klub wurde er im selben Jahr zum Sportdirektor und Vizepräsidenten befördert. 2013 wurde Vampeta dann Präsident des Klubs.

### Moderator
Während der Fußball-Weltmeisterschaft 2010 arbeitete Vampeta zum ersten Mal als Sportkommentator für die Sendung Band Mania des Senders Band.
Er war auch Teil der Sendung Mesa Redonda auf TV Gazeta. Vampeta arbeitet auch für Jovem Pan Esportes und ist seit 2015 Teil des Hauptteams der Kommentatoren.
Sei Januar 2022 moderiert er gemeinsam mit Thiago Asmar die Sendung Reis da Resenha, in welcher sie mit Persönlichkeiten aus der Welt des Fußballs sprechen.

### Privatleben
1999 folgte der Spieler einer Einladung und posierte nackt für die Januarausgabe des G Magazine. Sein Honorar sollte für den Kauf und die Restaurierung des 1923 gegründeten Kinos Rio Branco in seiner Heimatstadt Nazaré verwendet werden. Insgesamt investierte er ca. 500.000 Real. Später schlug Kaufangebote aus und übergab die Leitung seiner Familie.
Vampeta war der erste Fußballspieler, der nackt posierte. Er brach ein Tabu im Fußball, als die Präsenz von Homosexuellen in den Mannschaften diskutiert wurde. Sein Spitzname wird durch homosexuellenfeindliche in „Vampetaço“ umgewandelt, welches eine abwertende Bedeutung haben soll. Gerne wird der der nackte Vampeta dabei in Illustrationen in negativer Form dargestellt. Für andere ist der Ausdruck Vampetaço eine ganz besondere Form eines antirassistischen Kampfes ist. In dieser Lesart wäre es eine Möglichkeit, auf die vorurteilsbehafteten Reden eines Extremisten mit Bildern von nackten Brasilianern zu antworten.
Nach dem Gewinn der Fußballweltmeisterschaft 2002 erhielt er den Verdienstordens des Bundesstaates Bahia im Rang eines Kommandeurs. Im Jahr 2005 wurde Vampeta in Kuwait verhaftet, weil er verbotenerweise Flaschen mit alkoholischen Getränken in seinem Auto transportierte. Nachdem er eine Nacht im Gefängnis verbracht hatte, holte ihn der Spieler Adiel von al Qadsia gegen Zahlung einer Kaution heraus.
2010 darauf kandidierte Vampeta für die Partido Trabalhista Brasileiro um ein Mandat zum Bundesabgeordneten des Bundesstaates São Paulo. Mit 14.921 Stimmen erreichte er den 184. Platz und erhielt kein Mandat. 2021 beschrieb er seine eigene politische Ausrichtung als weder rechts noch links gerichtet. Er würde den jeweiligen Kandidaten nach seinen eigenen Analysen wählen. So hätte er z. B. bereits Jair Bolsonaro und auch Lula gewählt.
Im Dezember 2012 veröffentlichte Vampeta, mit Hilfe des Journalisten Celso Unzelte, das biografische Buch: „Vampeta: memórias do velho Vamp: sem cortes“. Herausgeber wurde der Verlag LeYa.
Im September 2022 wurden bei Vampeta Beträge auf seinen Bankkonten gerichtlich eingefroren, weil er und seine Ex-Frau Roberta Soares Schulden bei der Schule seiner beiden Töchter hatten. Ebenfalls im September wurde er wegen ausstehender Unterhaltszahlungen verklagt. Die Aufforderung der Beschlagnahme einer seiner Wohnungen, um die Schulden zu begleichen, wurde abgelehnt, weil eine andere von Vampetas Ex-Frauen dort lebte. Seine Töchter forderten auch die Verhaftung ihres Vaters, bis die Zahlungen geleistet würden. Das Verfahren fand während der COVID-19-Pandemie statt, als die Verhaftungen von Unterhaltspflichtigen vom Gericht ausgesetzt wurden. Wegen der Klagen wurde sein Vermögen gesperrt sowie 2023 seine Medaillen und Trophäen beschlagnahmt. Zu dem Zeitpunkt beliefen sich die Schulden auf 300.000 Real.